# Parque natural de Los Alcornocales
El parque natural de Los Alcornocales es un parque natural declarado por el Parlamento de Andalucía en 1989. Este espacio natural protegido comprende una gran franja con orientación sur-norte entre la zona costera de Tarifa, en el mismo estrecho de Gibraltar, hasta las sierras del interior, en los municipios de Cortes de la Frontera, Ubrique y El Bosque. Con una superficie 167 767 ha, es uno de los parques naturales más grandes de España.
La mayor parte del parque natural pertenece a la provincia de Cádiz y sólo una parte es de la  provincia de Málaga, con territorio de 18 municipios diferentes, Alcalá de los Gazules, Algar, Algeciras, Arcos de la Frontera, Benalup-Casas Viejas, Benaocaz, Castellar de la Frontera, El Bosque, Jerez de la Frontera, Jimena de la Frontera, Los Barrios, Medina Sidonia, Prado del Rey, San José del Valle, San Roque, Tarifa, Ubrique y Cortes de la Frontera y una población total de unas 380 000 personas.
Casi la totalidad de su territorio lo ocupan masas forestales de bosque autóctono mediterráneo, con muy diferentes aprovechamientos, forestal, ganadero, cinegético, recolecta de setas y brezo, aunque lo más destacable es su producción de corcho.
Su variedad paisajística, de fauna y de vegetación de tipo mediterráneo y de ribera son excepcionales a nivel ibérico, así como su patrimonio cultural.

## Geomorfología y relieve
El parque natural Los Alcornocales se encuentra enclavado en el borde suroccidental de la cordillera Bética. Forma parte del complejo denominado “Unidades del Campo de Gibraltar”, constituido fundamentalmente por rocas detríticas de origen marino.
Destaca por su extensión superficial (más del 90 % de la superficie del parque natural) la Unidad del Aljibe, formada por dos niveles: un primer nivel, que forma la base de la misma, constituido por un conjunto de materiales arcillosos, muy plásticos, con intercalaciones de areniscas y calizas, conocidos como Arcillas de Jimena o Serie de Base del Aljibe y un segundo nivel, el más característico de la serie y el más ampliamente representado, que corresponde a la Arenisca de Gavala o del Aljibe, la cual se estratifica en potentes bancos que, a menudo, superan la decena de metros.
La geomorfología del parque natural responde principalmente a la disposición y litología de los materiales aflorantes principales, esto es, las areniscas y arcillas de la Unidad del Aljibe, dando lugar a un conjunto de sierras de relieve abrupto y acusadas pendientes, siguiendo una dirección general norte-sur en el área septentrional y Sureste-Noroeste en el tercio meridional, presentando el punto más alto en el pico del Aljibe (1092 metros).
La presencia de otras unidades geológicas, caso del Subbético en el extremo noroccidental del Parque, y los terrenos postorogénicos de su borde suroriental y aquellos que rellenan las vegas aluviales, diversifican las formas del paisaje.

## Clima

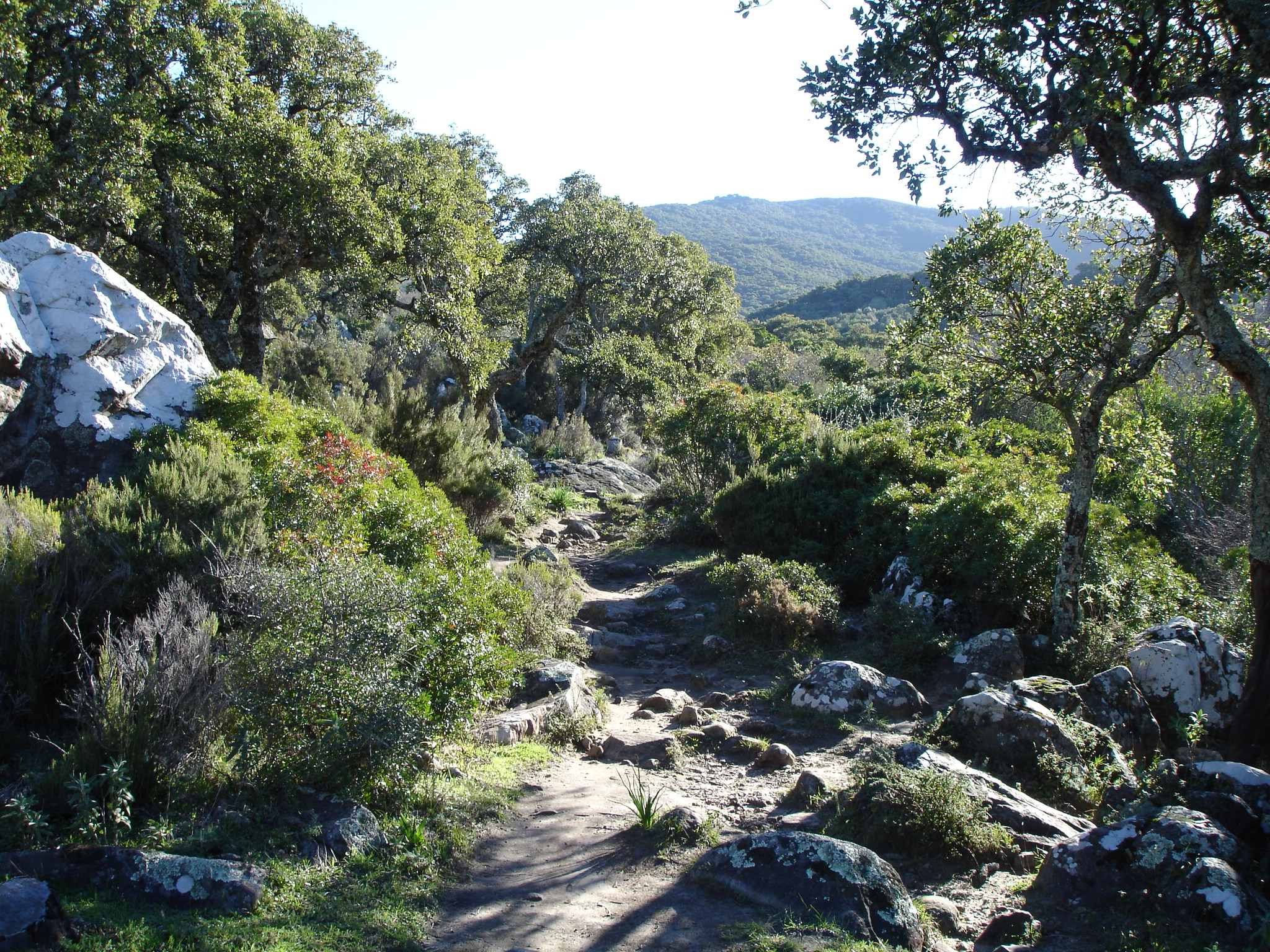
Alcornoques.

Dada la posición geográfica de Los Alcornocales, el clima dominante en la zona es, lógicamente, mediterráneo con influencia atlántica, pero una serie de factores contribuyen a singularizarlo. En primer lugar, la cercanía al mar provoca un efecto amortiguador de la oscilación térmica, manteniéndose éstas muy constantes y suaves durante todo el año. A ello hay que unir unas lluvias anuales que superan prácticamente los 800 l/m², llegando en determinadas zonas a más de 1400 gracias a los frentes oceánicos que lo barren de oeste a este durante los meses de otoño, invierno y primavera. En las sierras del sur, cabe destacar además la presencia de nieblas veraniegas conocidas como las barbas del levante, que proporcionan humedad ambiental y valiosísimas precipitaciones horizontales en la larga estación seca característica del clima mediterráneo. Todos estos factores contribuyen a crear un microclima especial, de características muy similares al existente en zonas subtropicales y macaronésicas, que favorece el crecimiento de una exuberante vegetación selvática, que ha sido el origen del calificativo otorgado a Los Alcornocales: la última selva mediterránea.
El viento es también un factor a tener muy en cuenta en el Parque. La cercanía del estrecho de Gibraltar y la disposición norte-sur de las serranías más litorales, condiciona su frecuencia e intensidad, llegándose a alcanzar los valores más altos de toda la península ibérica, prueba de lo cual es la existencia del mayor campo de producción de energía eólica de toda España.

## Vegetación

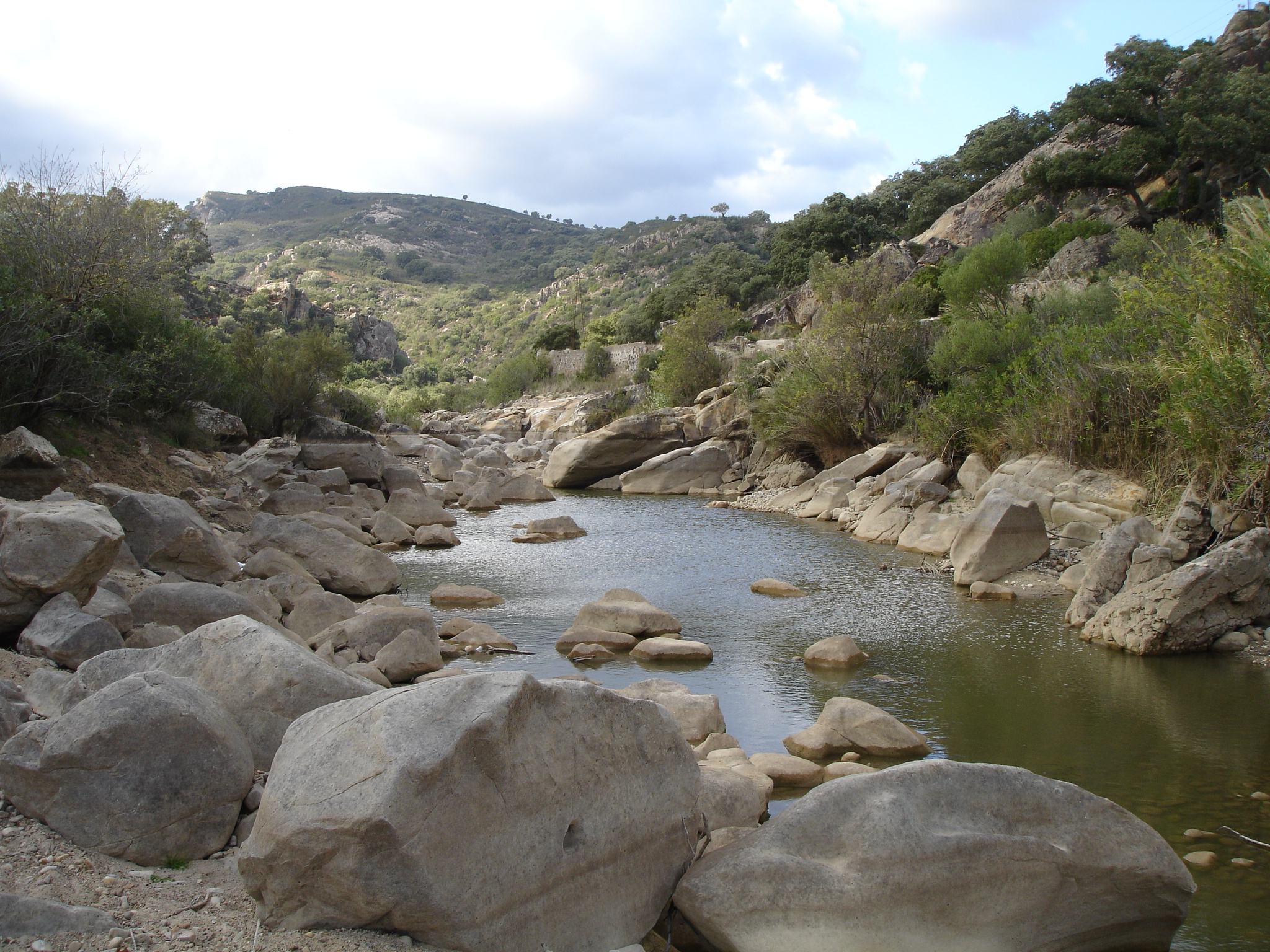
Río Hozgarganta cerca de Jimena.

El parque se caracteriza por poseer el bosque de alcornoques más extenso de España y uno de los más grandes del mundo, en un magnífico estado de conservación, aunque manteniendo el aprovechamiento humano del corcho. A diferencia de los montes alcornocales de otras latitudes, donde la espesura es baja, en esta zona los árboles forman auténticos bosques acompañados de una rica y variada vegetación arbustiva y herbácea en íntima conexión, que asegura la regeneración natural del bosque, una buena mezcla de edades y una biodiversidad florística y faunística muy elevada.
Pero, además de alcornocales, el Parque tiene representadas otras masas forestales importantes, tanto cualitativa como cuantitativamente. Merecen destacarse los bosques de quejigos o robles andaluces, relictos de épocas pasadas que conforman bosques de indescriptible belleza, donde la humedad ambiental y edáfica es la protagonista, con los troncos y ramas colonizados por líquenes, musgos, helechos epífitos y algunas plantas superiores que trepan en busca de la necesaria luz que escasea al nivel de suelo por causa de la elevada densidad de la cubierta y el gran tamaño que alcanzan las hojas de este árbol. También es normal la presencia de otras especies típicas del bosque mediterráneo, como acebuches y roble melojo.
El terreno es de sierras relativamente suaves, de hasta 1000 m s. n. m., con algunos valles encajonados denominados canutos, en los que corren pequeños arroyos de montaña, que propician la otra característica fundamental del parque y la comunidad vegetal más relevante desde el punto de vista científico, unos bosques de galería de tipo subtropical o laurisilva que son únicos en la Europa continental, con presencia de laurel, rododendro, avellanillo, durillo, aliso, acompañados por acebo y numerosas especies de helechos, sumamente raro en estas latitudes, aunque este tipo de vegetación ocupaba la mayor parte del centro y sur de Europa durante la Era Terciaria. Los Alcornocales  posee el tipo de planta vascular más antigua que vive sobre la tierra, un helecho, Psilotum nudum, que únicamente puede encontrarse en varias zonas subtropicales del planeta en áreas alejadas varios miles de kilómetros de su ubicación europea

### Especies arbóreas y arbustivas
- Drosophyllum lusitanicum

- Ficus carica
- Quercus coccifera
- Quercus rotundifolia
- Quercus suber
- Quercus pyrenaica
- Quercus canariensis
- Quercus faginea
- Quercus lusitanica
- Alnus glutinosa
- Cistus crispus
- Cistus albidus
- Cistus ladanifer
- Cistus monspeliensis
- Cistus populifolius subsp. major
- Cistus salviifolius
- Halimium alyssoides
- Halimium atriplicifolium
- Erica australis
- Erica arborea
- Erica scoparia
- Erica umbellata
- Calluna vulgaris
- Arbutus unedo

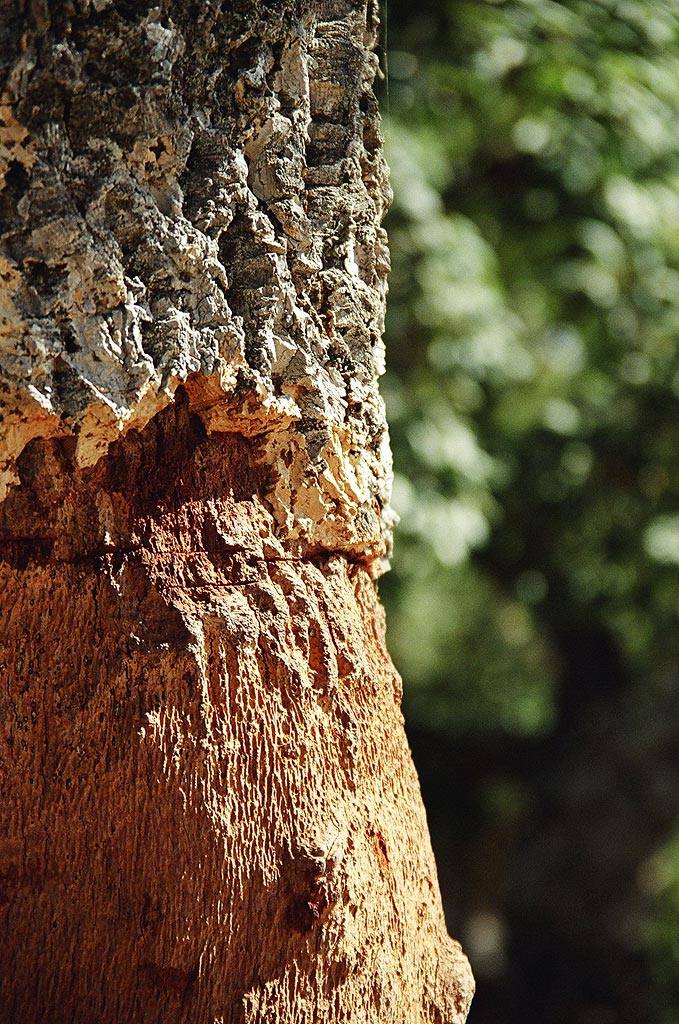
Tronco de alcornoque.

- Rhododendron ponticum subsp. baeticum
- Rubus ulmifolius
- Rosa sempervirens
- Rosa pouzinii
- Pyrus bourgeana
- Crataegus monogyna
- Ceratonia siliqua
- Genista linifolia
- Genista tridens
- Genista tridentata
- Genista triacanthos
- Stauracanthus boivinii
- Ulex borgiae
- Calicotome villosa
- Cytisus baeticus
- Cytisus villosus
- Cytisus tribracteolatus
- Daphne gnidium
- Daphne laureola
- Myrtus communis
- Osyris quadripartita
- Ilex aquifolium
- Rhamnus alaternus
- Rhamnus lycioides subsp. oleoides
- Vitis vinifera
- Pistacia lentiscus
- Hedera helix
- Nerium oleander
- Lithodora prostrata
- Phlomis purpurea
- Calamintha sylvatica
- Lavandula stoechas subsp. stoechas
- Teucrium fruticans
- Teucrium scorodonia subsp. baeticum
- Fraxinus angustifolia
- Olea europaea
- Phillyrea angustifolia
- Phillyrea latifolia
- Viburnum tinus
- Lonicera periclymenum
- Phagnalon rupestre
- Chamaerops humilis
- Asparagus aphyllus
- Ruscus aculeatus
- Smilax aspera.[2]

## Fauna

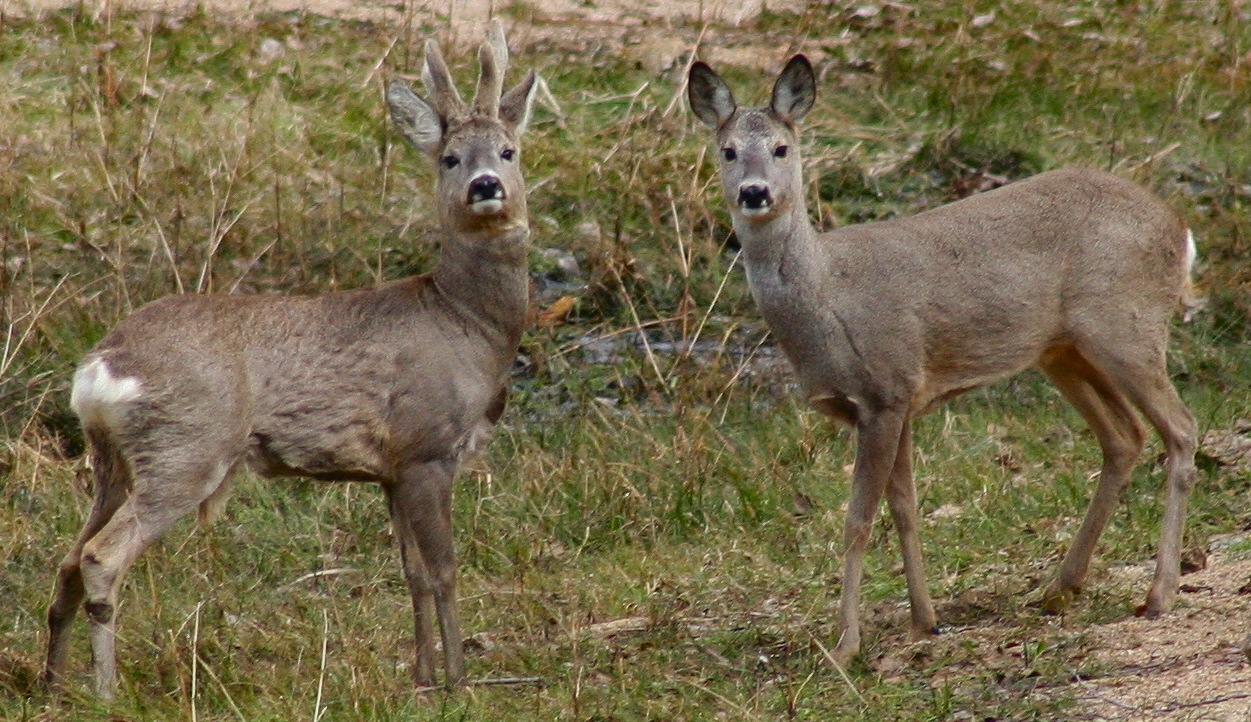
Corzos.

La riqueza faunística del parque viene determinada igualmente en gran parte por su posición geográfica. La posición en el extremo más meridional de Europa le convierte en paso periódico obligado, hacia y desde África, de millones de aves migratorias que convergen en esta zona en su búsqueda estacional de alimento y de un clima más benigno para su desarrollo. Por ello, Los Alcornocales es un verdadero paraíso para los aficionados a la ornitología, que acuden año tras año a contemplar el paso fundamentalmente de las aves planeadoras: cigüeñas, milanos, halcón abejero, águila calzada y culebrera, buitres, alimoches y un sinfín de otros muchos pájaros que recuperan energías en el parque o esperan que las condiciones climatológicas sean favorables para el siempre problemático paso del estrecho de Gibraltar. Entre las aves residentes destacan el pico picapinos, el trepador azul, el mito, el carbonero común, el pinzón vulgar, entre otras.
También son importantes las poblaciones de mamíferos por su variedad y abundancia. Con un poco de suerte, en Los Alcornocales pueden observarse meloncillos —en el Parque se conservan las mayores poblaciones europeas de esta mangosta—, ginetas, nutrias, tejones, zorros, garduñas y comadrejas entre los carnívoros, y ciervos, cabra montés, jabalíes y corzos entre los herbívoros. Estas sierras tienen el privilegio de albergar la última población de corzos andaluces de la raza denominada morisca, en el límite suroccidental de la distribución mundial de la especie. En cuanto a la presencia del lince, no existe evidencias de población, tan solo la observación en 1998 de un individuo liberado en Hornachuelos que, haciendo un movimiento filopátrico hacia Doñana, fue atrapado en Medina Sidonia. También hay citas de la Araña Toro o negra, (Macrothele calpeiana), y algunas poblaciones de libélulas en peligro de extinción en sus arroyos. Más recientemente, algunos ecologistas han propuesto la reintroducción del lobo ibérico en el parque. 

## Historia

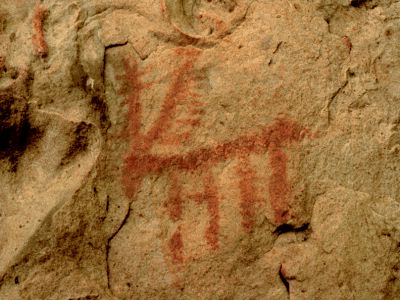
Pintura rupestre de un ciervo
(Cueva de Bacinete, Los Barrios).

Los Alcornocales está enclavado en un lugar estratégico, junto a él se unen el Atlántico con el Mediterráneo y, casi, Europa con África. La posición geográfica es uno de los aspectos que más han marcado los avatares de su patrimonio, tanto de carácter natural, como cultural. Su poblamiento comienza hace decenas de miles de años, tal y como demuestran yacimientos arqueológicos cercanos pertenecientes al hombre de Neandertal, las tumbas antropomórficas o los restos de grabados y pinturas rupestres que se remontan al Paleolítico y Neolítico. Pero son sin duda los abrigos de la Edad de Bronce los que más llaman la atención del visitante. Del más de medio centenar de cuevas existentes, destacan por su valor artístico y por su singular temática la cueva del Tajo de las Figuras, considerada como la capilla sixtina del arte rupestre esquemático; la cueva de la Laja Alta, que alberga un pequeño catálogo de las primeras embarcaciones que surcaron el mediterráneo procedentes de oriente; y la cueva de Bacinete, con más de un centenar de representaciones pictográficas en magnífico estado de conservación.
Tras los primeros pobladores, otros muchos se asentaron en este espacio, superponiéndose culturas y civilizaciones, que han aportado un peculiar matiz etnológico y un legado de fantástica riqueza: monumentos megalíticos, restos ibéricos, fenicios, romanos (Iptuci), visigodos, fortalezas árabes, enclaves castellanos, etc. Muchos de los pueblos que hoy integran el parque natural alcanzaron su apogeo durante el reinado nazarí, cuando constituían la línea fronteriza occidental del Reino de Granada. Todavía hoy conservan muchos rasgos andalusíes en sus cascos históricos, típicos de pueblo blanco serrano. Jimena de la Frontera, Castellar de la Frontera o Medina Sidonia son magníficos ejemplos de ello. Fue teatro de operaciones del gran general de Alfonso X y Sancho IV, Alonso Pérez de Guzmán, que murió en una batalla en Gaucín, muy próximo al parque natural. Para entonces la influencia del reino Nazarí había disminuido en la región.
También destacan los sucesos junto al Peñón de Ballesteros en la Guerra de Independencia Española a principios del siglo XIX.
Otro importante pasaje de estas tierras se produjo durante la guerra civil española, cuando ciudadanos leales a la república huyeron a los montes del parque, donde fueron capturados y torturados en episodios como el de Cortijo de El Marrufo.

## Paisajes

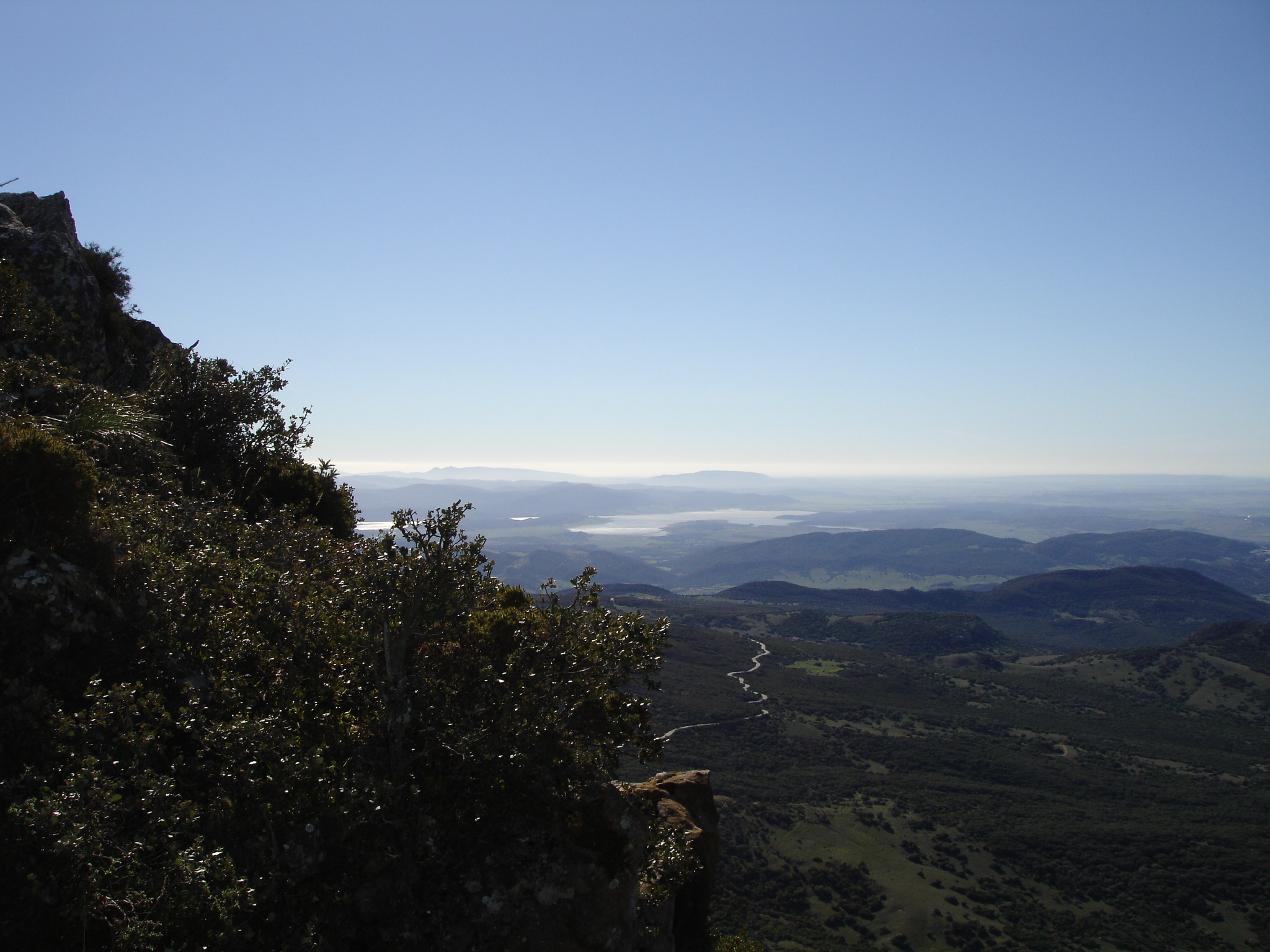
Vista Noroeste desde El Picacho.

Entre las zonas más destacables por su interés paisajístico se pueden citar:

### Pico deEl Aljibe
Es el pico más alto del parque, con 1092 m s. n. m.

### Pico deEl Picacho
Es el segundo pico del parque. Su parte superior tiene un pequeño terreno llano.

## Equipamientos de uso público

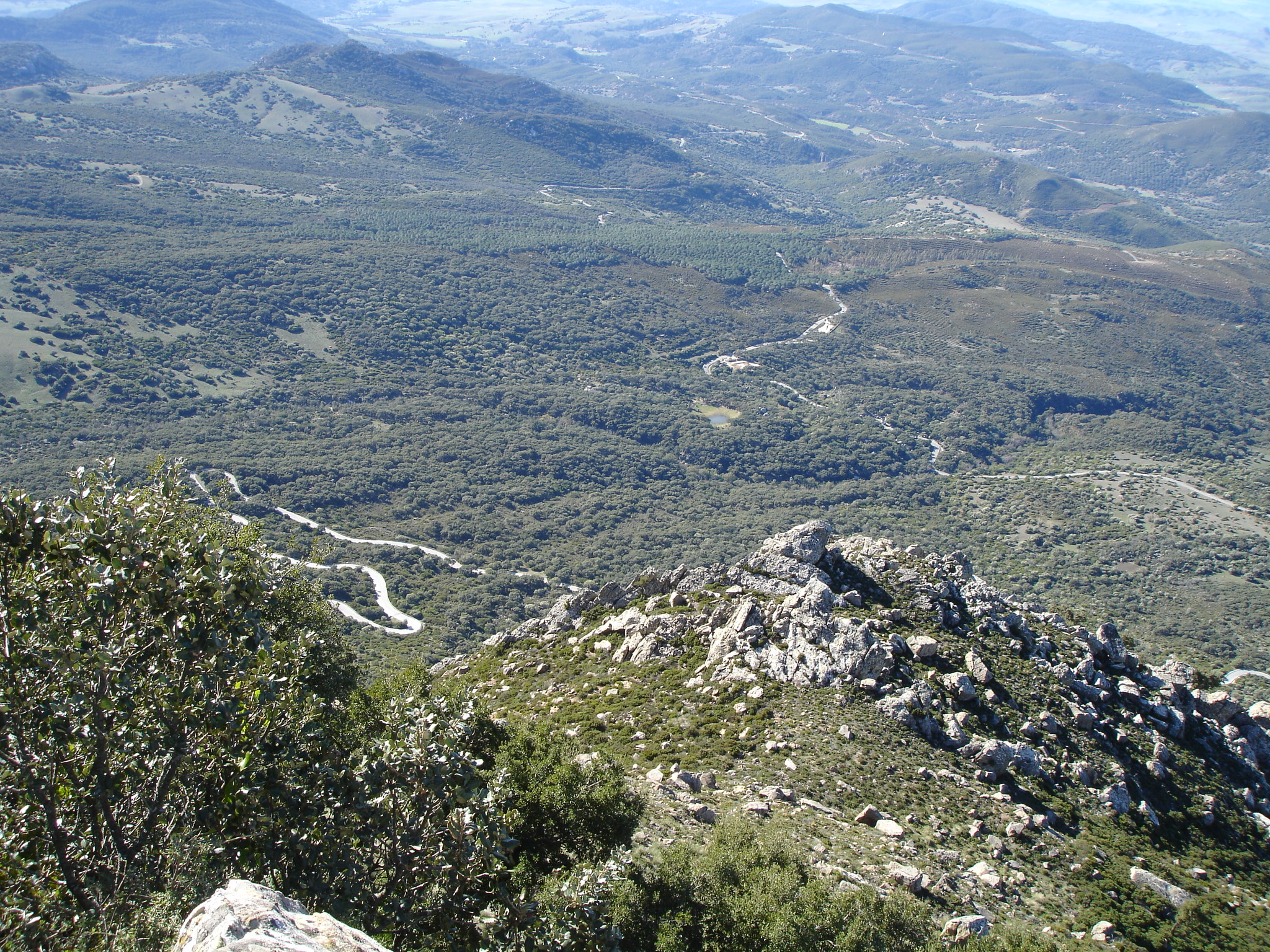
Vista de la Laguna de El Picacho desde la cima de El Picacho.

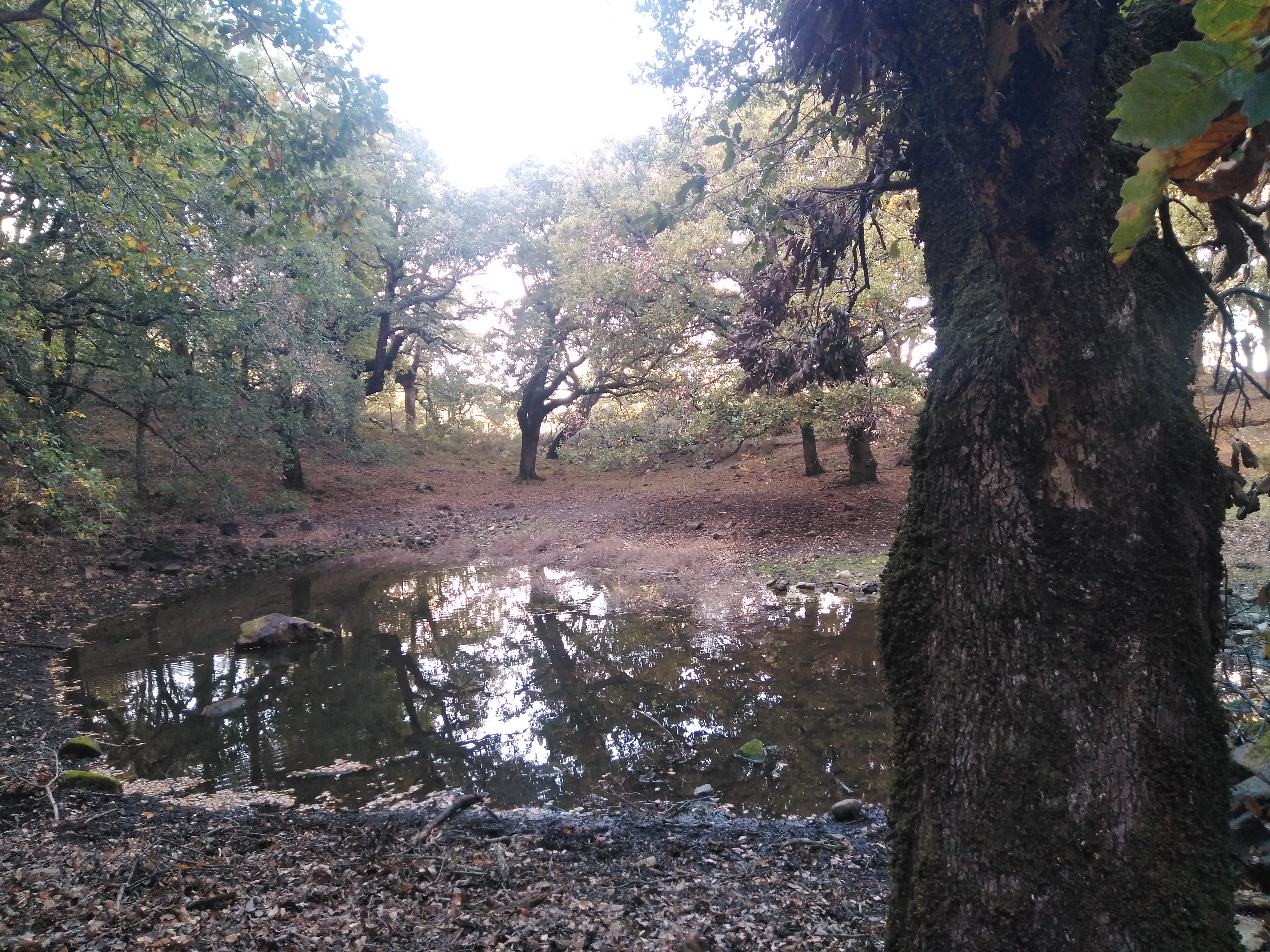
Laguna del Moral

El parque dispone de un centro de gestión y varios centros de visitantes:
- Oficina de Gestión del Espacio Natural en la carretera A-2228, Alcalá-Benalup, km 1 Alcalá de los Gazules.
- Centro de Visitantes "El Aljibe", en las afueras de Alcalá de los Gazules.
- Centro de visitantes "Huerta Grande", Algeciras.
- Centro de visitantes "Cortes de la Frontera" - Cortes de la Frontera (Málaga].
- Centro de Educación Ambiental "Aula de la Naturaleza El Picacho" Alcalá de los Gazules.

Existen diversos complejos turístico, como:
- Zona recreativa y de Acampada "La Sauceda" - Cortes de la Frontera (Málaga).
- Área de acampada "Los Tornos" en Facinas.
- Zona recreativa "Charco Los Hurones" en Jerez de la Frontera, que será reconvertido en un complejo turístico rural.[11]
- Área recreativa "Molinos del Raudal" en Los Barrios.
- Parque Botánico y Temático de los Alcornocales "Tajo de la Cisma" en Benalup-Casas Viejas

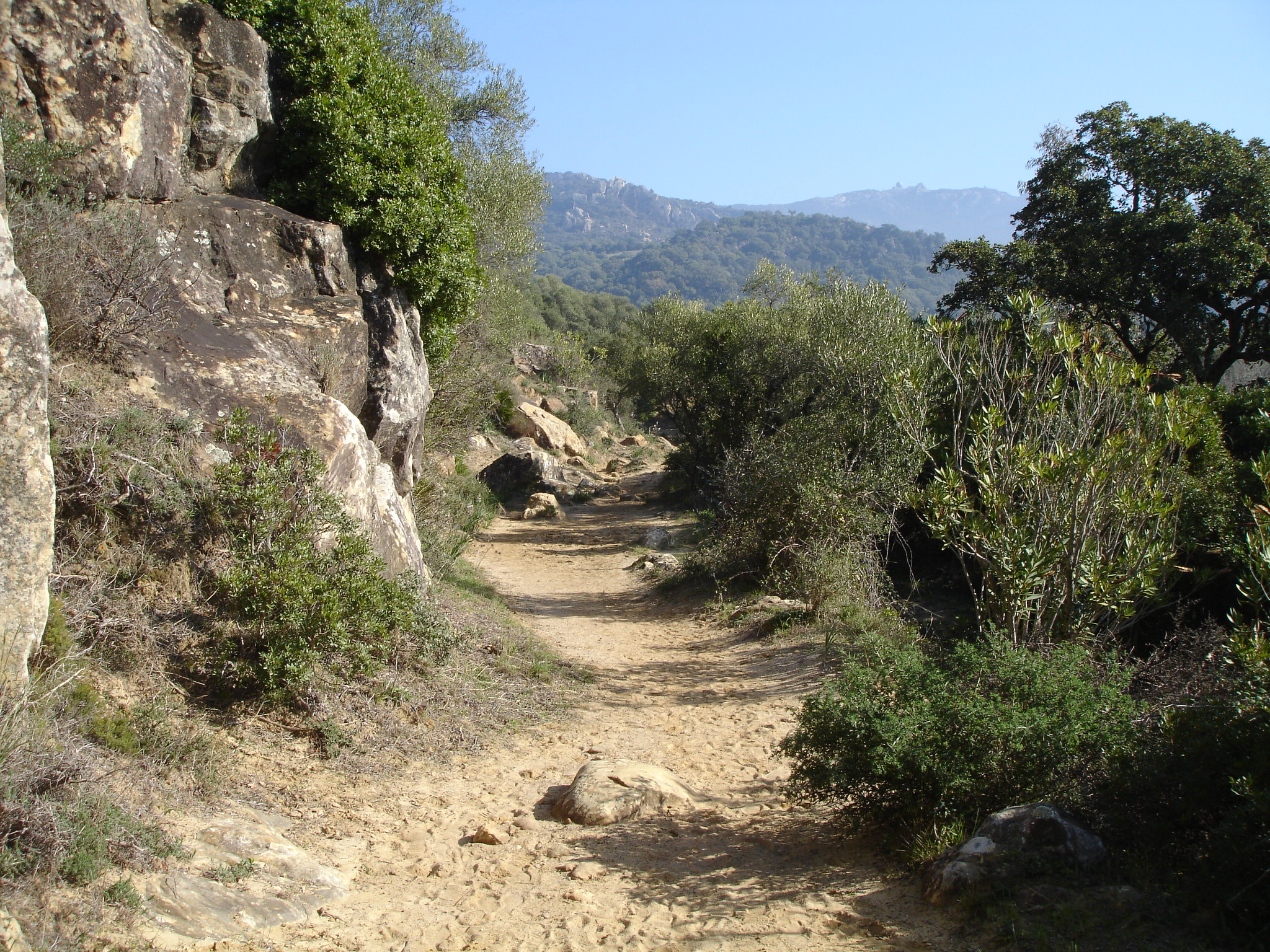
Ruta de Los Molinos.

También hay gran cantidad de rutas para hacer senderismo, cicloturismo o a caballo:
- Ruta de los Molinos
- Ruta Río Hozgarganta
- Ruta Garganta del Puerto Oscuro
- Ruta de la Laguna del Moral
- Ruta del Río de la Miel
- Ruta del Río Guadalmesí
- Ruta de San Carlos del Tiradero
- Carril de cicloturismo La Sauceda
- Vereda Ubrique-Asomadillas en Jimena de la Frontera
- Sendero de Subida a El Picacho
- Sendero de Subida a El Aljibe
- Sendero Travesía del Aljibe
- Sendero Canuto de Risco Blanco

Además, el parque, con el correspondiente permiso acoge competiciones deportivas

## Conservación

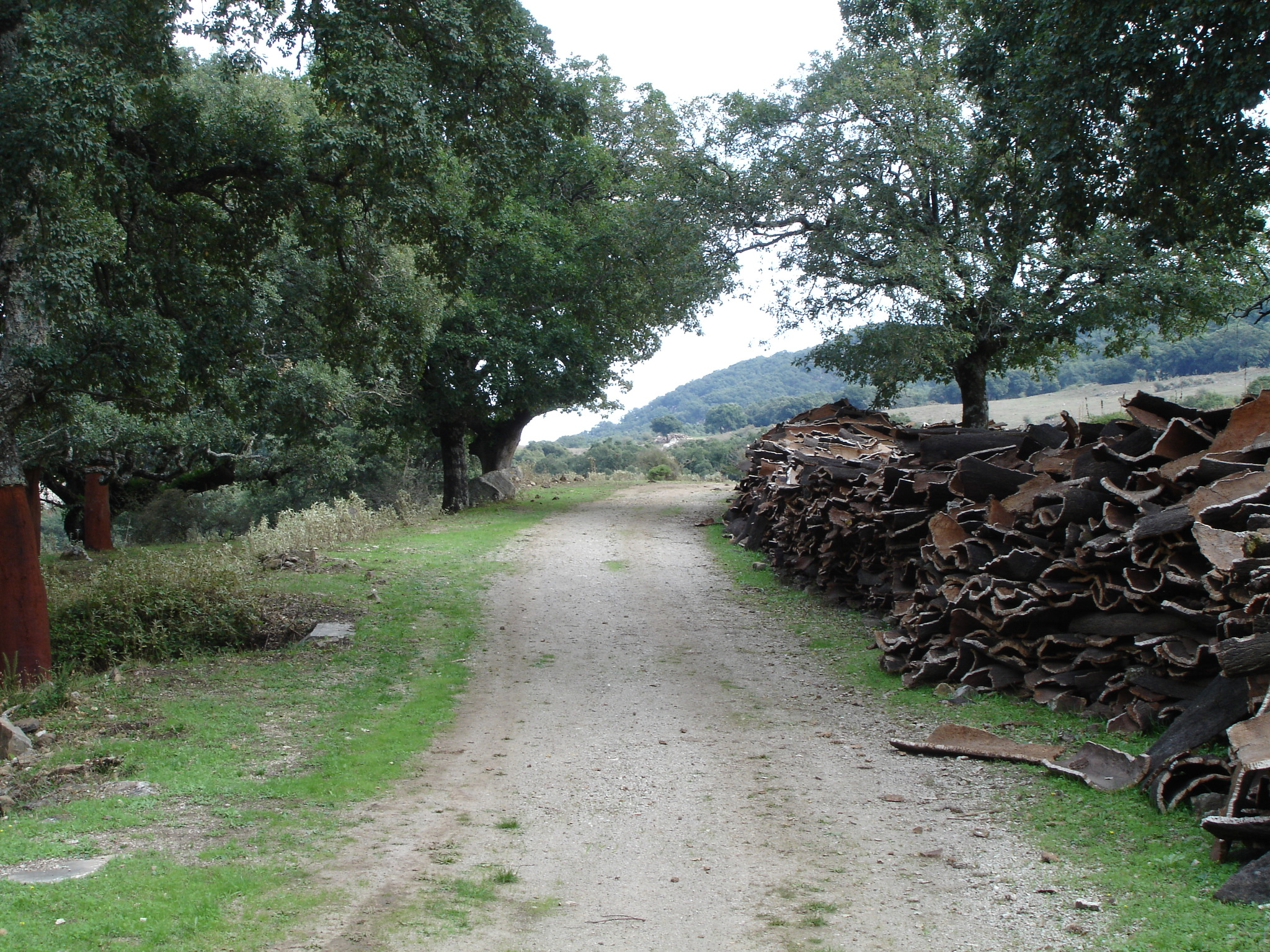
Recolección de corcho.

Aunque hay diversas iniciativas por un uso sostenible del parque, la posición estratégica que ocupa el Parque es también uno de sus peores enemigos: tendidos de alta tensión eléctrica relacionados con grandes polos industriales o con conexiones con el vecino Marruecos, parques eólicos que devoran paisajes naturales convirtiéndolos en campos de máquinas metálicas, autovías (Jerez-Los Barrios), de grandes presas, infraestructuras militares, el cambio climático son algunas de las amenazas o realidades en mayor o menos grado de concreción real y que hacen dudar de la efectividad de la protección que ahora posee cuando se contrapone a otros intereses económicos o "de interés general".
La internalización de las políticas medioambientales en el seno de políticas de ordenación del territorio y sus recursos es algo que aún está por asumir por el resto de las administraciones del estado. La juventud de la normativa de protección y la falta de tradición en su aplicación ha sido hasta ahora la excusa perfecta para que fuese considerada como un mero trámite administrativo más o una simple molestia superable. Sin embargo, se están empezando a tomar medidas, como la revisión de la práctica ancestral del descorche, que provoca un envejecimiento de los alcornoques y necesita asegurar su correcta reposición, o la gestión de sus recursos acuíferos.
Recientemente ha provocado gran polémica la intención del gobierno central de poner en venta la finca La Almoraima, de gran valor ecológico, para uso con fines turísticos. Sin embargo, la Junta de Andalucía amplió el parque natural para protegerla, evitando su venta. Por lo que el estado desistió justificando su decisión en que la Finca dejó de generar pérdidas en 2015. Esta decisión fue ratificada por el Tribunal Superior de Justicia de Andalucía en 2020.
En 2017, ve la luz un Plan de Gestión Integral que tiene por objetivo compatibilizar el mantenimiento del parque (especialmente atacando la seca, que afecta a la producción de corcho) con las distintas actividades humanas, incluyendo la puesta en valor turístico de actividades tradicionales como el descorche. En ese mismo año se amplía la superficie protegida incluyendo entre otras zonas el Pinar del Rey.
En 2018, se sigue perdiendo arbolado, el 50% desde 1968 (50 años).

## Otros

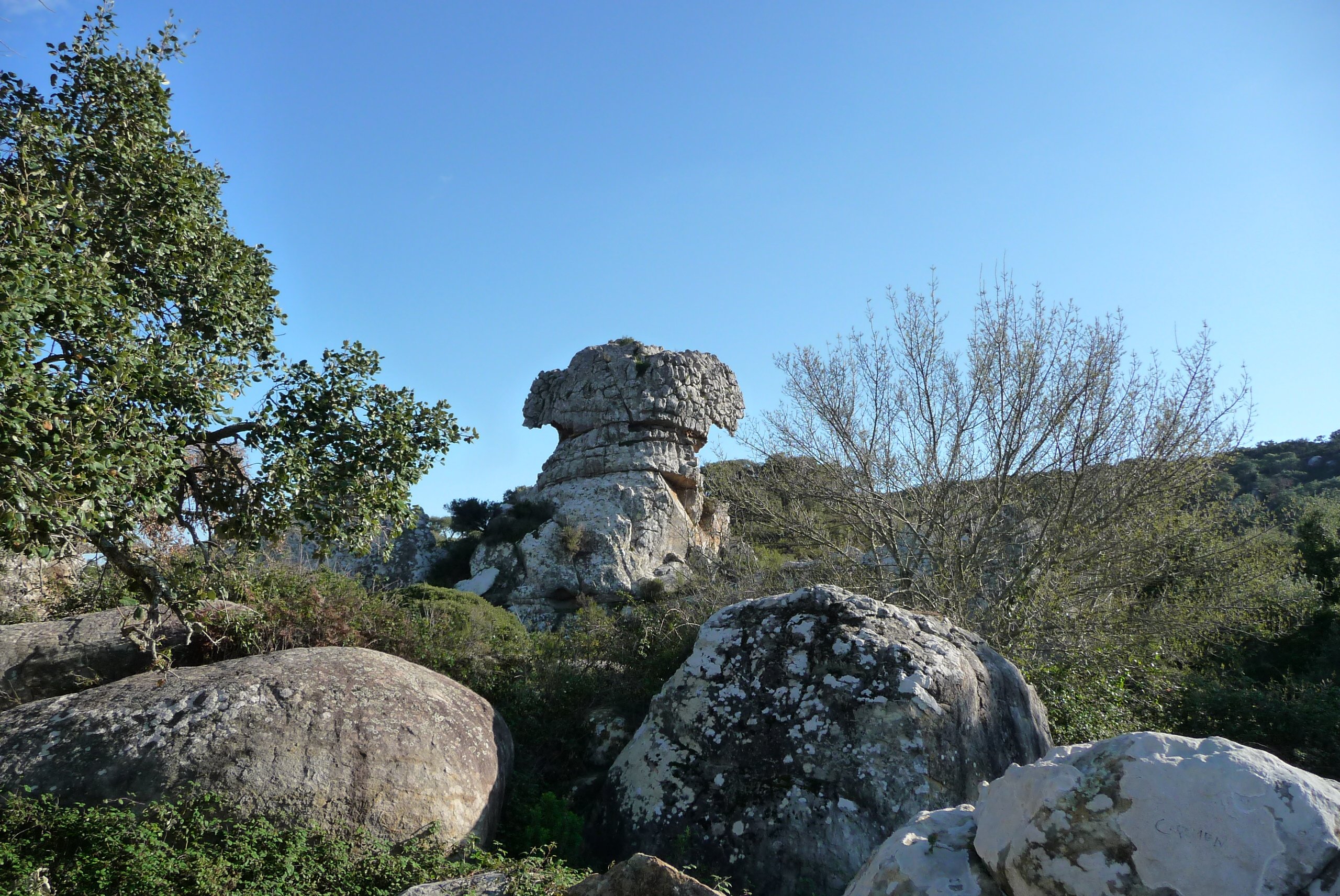
La Montera del Torero.

La mayor altura del parque natural se sitúa en el Pico del Aljibe, con 1092 m s. n. m. (algo superior al Picacho). Ambos están situados en la sierra del Aljibe, entre la localidad de Alcalá de los Gazules y el puerto de galiz.
Dentro del parque, cerca de la localidad de Los Barrios, se encuentra la Montera del Torero, una formación rocosa singular de arenisca erosionada, con un extraordinario parecido con una montera (el típico sombrero de los toreros).